# Giuliano Esperati
Giuliano Esperati (* 1. Dezember 1933 in La Spezia) ist ein italienischer Schauspieler.
Esperati war zwischen 1969 und 1976 in etwa fünfzehn Rollen beim Fernsehen und im Film zu sehen, wobei er sowohl künstlerisch anspruchsvolle Werke von den Brüdern Taviani wie Genrewerke akzeptierte. Bis 1974 wurde er als Giuliano Disperati geführt. Danach verlegte er sein Wirken ausschließlich auf die Bühne, wo er in vielen Stücken neben seiner Kollegin Bianca Toccafondi, mit der er bis zu deren Tod 2004 auch verheiratet war, zu sehen war. So spielten sie u. a. 1987 in Die Verrückte von Chaillot, 1999 in Peter Handkes In einer dunklen Nacht ging ich aus meinem stillen Haus. Esperati war auch beim „Magna Graecia Teatro Festival“ aufgetreten.

## Filmografie (Auswahl)
- 1969: Jekyll (Fernseh-Miniserie)
- 1971: Le juge
- 1972: Ein toller Bluff (Il était une fois un Flic)
- 1976: Qui squadra mobile (Fernsehserie, eine Folge)